# 딥 블루크로미스
 딥 블루크로미스(Chromis abyssus)는 놀래기목 자리돔과에 속하는 어류이다. 몸 크기는 8cm정도로 소형 어류에 속한다.

## 특징과 먹이
이름답게 몸의 색깔이 푸른점들이 가득하며 몸색은 갈색이나 고동색에 푸른점이 많은 어류이다. 등지느러미와 배지느러미의 부분에 날카로운 가시가 많으며 이는 천적으로부터 자신을 보호하기 위해 몸의 구조가 만들어진듯하다. 성격은 온순하며 군영생활을 하면 더욱 아름답고 관상어로도 인기가 높다. 그래서 아쿠아리움에서 인기어종이기도 하다. 눈은 몸에 비해서 큰것도 특징이며 먹이는 잡식성으로 해조류와 작은 갑각류와 요각류를 잡아먹는다.

## 분포
수심 110m의 표해수층에 주로 서식하며 남부 태평양이 주된 서식지이다. 산호초와 해조류가 가득한 수심 110m에서 주로 서식하며 적정 수온은 24~30°가 된다.